# Peter Hahn (Mediziner)
Peter Hahn  (* 10. April 1931 in Hannover) ist ein deutscher Facharzt für Innere Medizin. Er ist zudem Psychoanalytiker und Forscher für Allgemeine Klinische und Psychosomatische Medizin der Ruprecht-Karls-Universität Heidelberg.

## Leben
Peter Hahn wurde als Sohn eines Facharztes für Orthopädie  geboren. Er besuchte das Ratsgymnasium in Hannover und legte dort 1949 das Abitur ab. Nach einer Krankenpflegerzeit in Göttingen begann er das Medizinstudium, unterbrach es mehrere Male zum Zwecke eines Kunst- und Geschichtsstudiums und setzte es dann in München, Berlin, Bonn und Heidelberg bis zum Staatsexamen 1957 fort.
Mit seiner Dissertationsschrift Übertragungsbegriff in der Freud’schen, Jung’schen und anthropologischen Medizin mit der er 1958 in Heidelberg zum Dr. med. promoviert wurde, fand er Anschluss an die Anthropologische Medizin von Viktor von Weizsäcker und wurde nach einer chirurgischen und orthopädischen Assistentenzeit, sowie einer psychotherapeutischen Fortbildung in München und Göttingen, 1963 als Assistent an das von Paul Christian geleitete Institut und die Abteilung für Allgemeine Klinische Medizin der Ludolf-Krehl-Klinik Heidelberg übernommen. Er absolvierte die internistische Facharztausbildung (1969), erwarb die Zusatzbezeichnung „Psychotherapie“ und „Psychoanalyse“ und habilitierte sich 1970 für das Fach Allgemeine Klinische und Psychosomatische Medizin mit einer Arbeit zur Psychosomatik des Herzinfarktes. Im selben Jahr begann er seine Lehrtätigkeit an der Universität Heidelberg. 1973 wurde er außerplanmäßiger Professor für Allgemeine Klinische und Psychosomatische Medizin.
Im Jahr 1979 entschied er sich für die Fortführung der praktischen und theoretischen Tätigkeit in Heidelberg und übernahm 1979 die Nachfolge seines Lehrers Paul Christian als Ärztlicher Direktor der Abteilung für Innere Medizin II (Schwerpunkt: Allgemeine Klinische und Psychosomatische Medizin) an der Ludolf-Krehl-Klinik Heidelberg. Dort wirkte er bis zu seiner Emeritierung 1996.
Neben seiner klinischen und akademischen Tätigkeit war er Gründungsmitglied der Heidelberger Weiterbildung für die Zusatzbezeichnung „Psychotherapie“ (1971) und seit 1977 auch als Lehranalytiker (DPG, DGPPT, DGPT) am Institut für Psychotherapie und Psychoanalyse Heidelberg/Mannheim tätig.
Er war von 1964 bis 2006 Mitglied und zwischen 1971 und 1974 Leiter des Programmkomitees und späteren Wissenschaftlichen Beirates der Lindauer Psychotherapiewochen. Außerdem war er 1974 Gründungsmitglied und Vorstandsmitglied des „Deutschen Kollegiums für Psychosomatischen Medizin“, welches er mit den Kollegen Thure von Uexküll, A.E. Meyer, Wolfgang Wesiack und R.Adler gegründet hat. Von 1979 bis 1983 war Peter Hahn Vorstandsmitglied der „Allgemeinen Ärztlichen Gesellschaft für Psychotherapie“ (AÄGP) und von 1995 bis 1999 Vorsitzender der „Viktor-von-Weizsäcker-Gesellschaft“.
Seit 1965 ist er verheiratet mit der Ärztin und Psychotherapeutin Barbara Hahn, geborene Leonhardt. Er lebt in Schriesheim und hat zwei Söhne.
Peter Hahn betätigt sich auch zeichnerisch.

### Symposion 100. Geburtstag Viktor von Weizsäcker
Im Jahr 1986 nahm Peter Hahn, gemeinsam mit dem Medizinhistoriker Heinrich Schipperges, dem Philosophen Hans-Georg Gadamer, dem Pathologen Wilhelm Doerr, dem Internisten Fritz Hartmann, dem „internistischen“ Psychosomatiker Thure von Uexküll, dem Neurologen Dieter Janz und dem Sozialmediziner Wolfgang Jacob am Symposion zum 100. Geburtstag Viktor von Weizsäckers teil.

## Wirken
Sein wissenschaftlicher Schwerpunkt lag in der Entwicklung der klinischen Gruppentherapie, der interdisziplinären Herzinfarktforschung und der praktischen und methodischen Weiterentwicklung der anthropologischen Medizin. 1996 wurde er emeritiert und verfolgt seitdem neben seinen künstlerischen und medizinischen Interessen (Probleme der rheumatologischen Psychosomatik) vor allem methodische und erkenntnistheoretische Fragestellungen. Charakteristisch für seine Arbeit ist der anthropologische Ansatz verbunden mit einer ungewöhnlich breiten kulturgeschichtlichen und erkenntnistheoretischen Fundierung, die zur Einbindung in ausgedehnte interdisziplinäre Netzwerke führte.

## Veröffentlichungen
Monographien
- Der Herzinfarkt in psychosomatischer Sicht. Vandenhoeck & Ruprecht, Göttingen 1971, ISBN 3-525-45253-5.
- Psychosomatische Medizin 1985.
- Ärztliche Propädeutik. Einführung in die anthropologische Medizin – wissenschaftstheoretische und praktische Grundlagen.  Springer, Heidelberg / Berlin 1988, ISBN 3-540-18836-3.
- Die anthropologische Zukunft – Entwicklungslinien für die Medizin –. Das anthropologische Erbe. Erkenntnislehre. Parerga, hg. von Günther Bergmann. Selbstverlag Peter Hahn, [Schriesheim 2023], ISBN 978-3-347-58314-6 (Vertrieb durch tredition GmbH, Ahrensburg)

Herausgaben:
- Psychosomatik (= Psychologie des 20. Jahrhunderts. Band 9). Kindler, Zürich 1979, ISBN 3-463-24009-2.
- Allgemeine Klinische und Psychosomatische Medizin. In: Peter Hahn, E. Petzold, A. Drinkmann (Hrsg.): Internistische Psychosomatik in Heidelberg. 10 Jahre Abteilung Innere Medizin II – Schwerpunkt Allgemeine Klinische und Psychosomatische Medizin, Medizinische Universitätsklinik, 1979–1988. Esprint, Heidelberg 1991, ISBN 3-88326-210-2, S. 5–25.
- Modell und Methode in der Psychosomatik. Dtsch. Studienverlag, Weinheim 1994, ISBN 3-89271-443-6.

Schriftleitungen:
- als Hrsg.: Materialien zur Psychoanalyse und analytisch orientierten Psychotherapie. Verlag für Medizinische Psychologie im Verlag Vandenhoeck & Ruprecht, Göttingen 1976.
- Praxis der Psychotherapie und Psychosomatik. (1976–1992).
- Psychotherapeut. (1992–1997).

Buchbeiträge:
- Psychosomatik. In: Enzyklopädie des XX. Jahrhunderts. Band 9. 1979.
- Zur Geschichte der Psychosomatik. Die Entwicklung der Psychosomatischen Medizin. In: Heinrich Balmer (Hrsg.): Geschichte der Psychologie. Band 2: Entwicklungslinien zur wissenschaftlichen Psychologie. Beltz, Weinheim u. a. 1982, ISBN 3-407-83046-7, S. 248–268.
- Innere Medizin II, Allgemeine Klinische und Psychosomatische Medizin. In: Gotthard Schettler (Hrsg.): Das Klinikum der Universität Heidelberg und seine Institute. Mit einem Geleitwort von Gisbert Frhr. zu Putlitz. Springer, Berlin / Heidelberg et al. 1986, S. 87–89.
- Ödipus in der Psychoanalyse – Metapher, „story“ oder wissenschaftssprachlicher Mythos? In: Reinhold Bernhardt (Hrsg.): Metapher und Wirklichkeit. Die Logik der Bildhaftigkeit im Reden von Gott, Mensch und Natur; Dietrich Ritschl zum 70. Geburtstag. Vandenhoeck & Ruprecht, Göttingen 1999, ISBN 978-3-525-56192-8, S. 261–272.
- Erinnerungen und Erfahrungen. In: Wolfgang Eich (Hrsg.): Bipersonalität Psychophysiologie und Anthropologische Medizin, Paul Christian zum 100. Geburtstag. Unter Mitwirkung von Rainer-M.E. Jacobi, im Auftrag der Viktor von Weizsäcker Gesellschaft. Königshausen & Neumann, Würzburg 2014, S. 51–60; zum „Ost-West-Kreis“ der Universität Heidelberg gemeinsam mit Klaus Dörner, ISBN 978-3-8260-4971-2, S. 51–52.

## Auszeichnungen
- 1973: Michael-Balint-Preis der Schweizerischen Gesellschaft für Psychosomatik.[5]
- Ehrenmitglied der Viktor von Weizsäcker Gesellschaft.[6]